# Пра Утай I
Пра Утай I (1672–1696) — король Камбоджі, який правив наприкінці XVII століття.

## Життєпис
Був сином короля Каєв Хуа II. Прийшов до влади після зречення свого дядька, Четти IV. Правив упродовж десяти місяців, раптово померши 1696 року. Після цього Четта IV повернув собі престол.